# یوسوکه ایشی
یوسوکه ایشی (انگلیسی: Yusuke Ishii؛ زادهٔ ۲۵ ژوئن ۱۹۹۱) بازیکن فوتبال اهل ژاپن است.